# Amerongen
Amerongen – miejscowość w północnej Holandii, w prowincji Utrecht, w gminie Utrechtse Heuvelrug. Miejscowość położona 8 km na wschód od Doorn.

## Zabytki
W Amerongen znajduje się XIII-wieczny zamek. Przebudowany w XVII wieku przez Godarda van Reede. W XX wieku własność pruskiej rodziny królewskiej, od listopada 1918 do maja 1920, gościł cesarza Wilhelma II po jego ucieczce z Niemiec. Obecnie własność państwa. W zamku mieści się muzeum, zachowane XVII-wieczne wyposażenie.

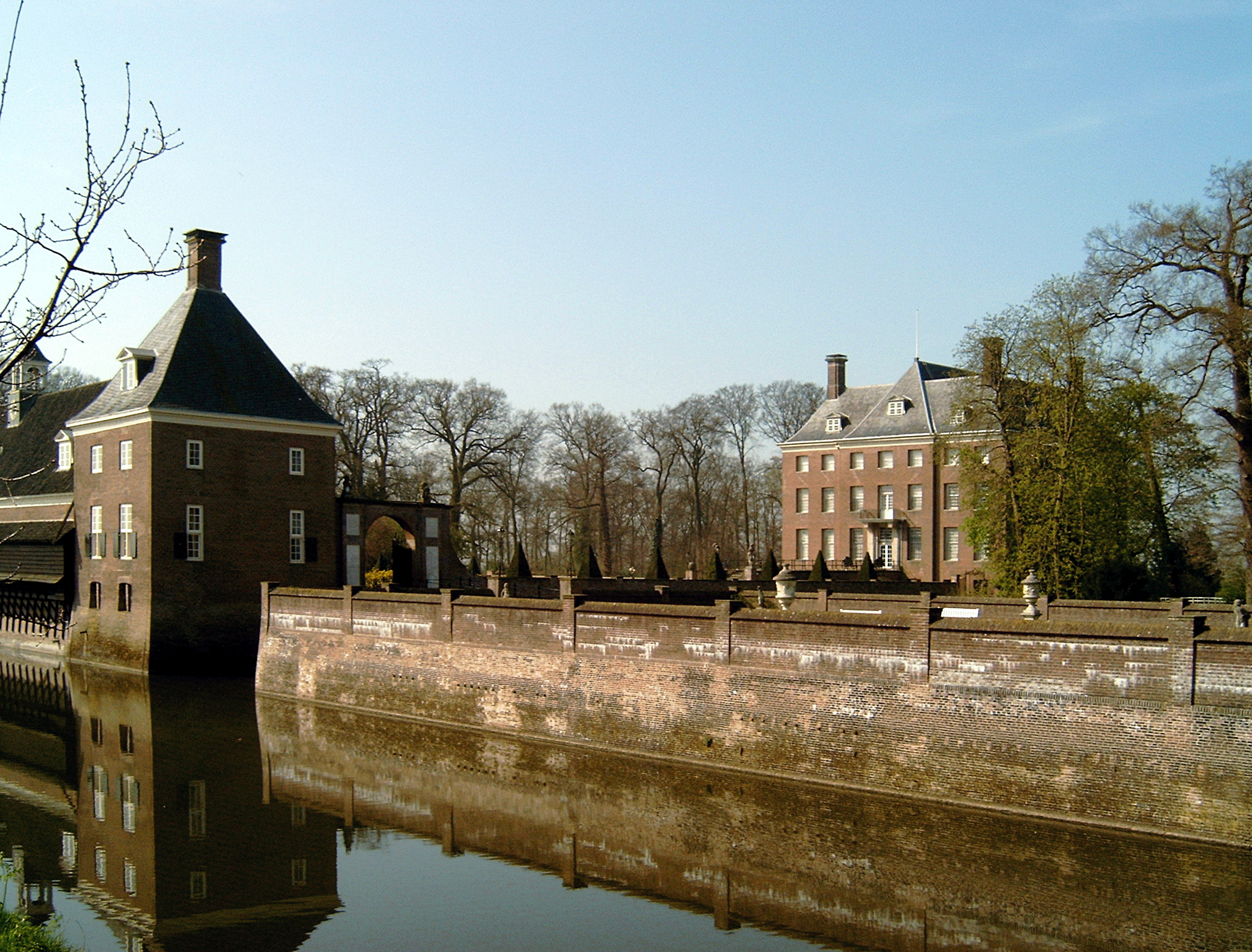
Zamek w Amerongen

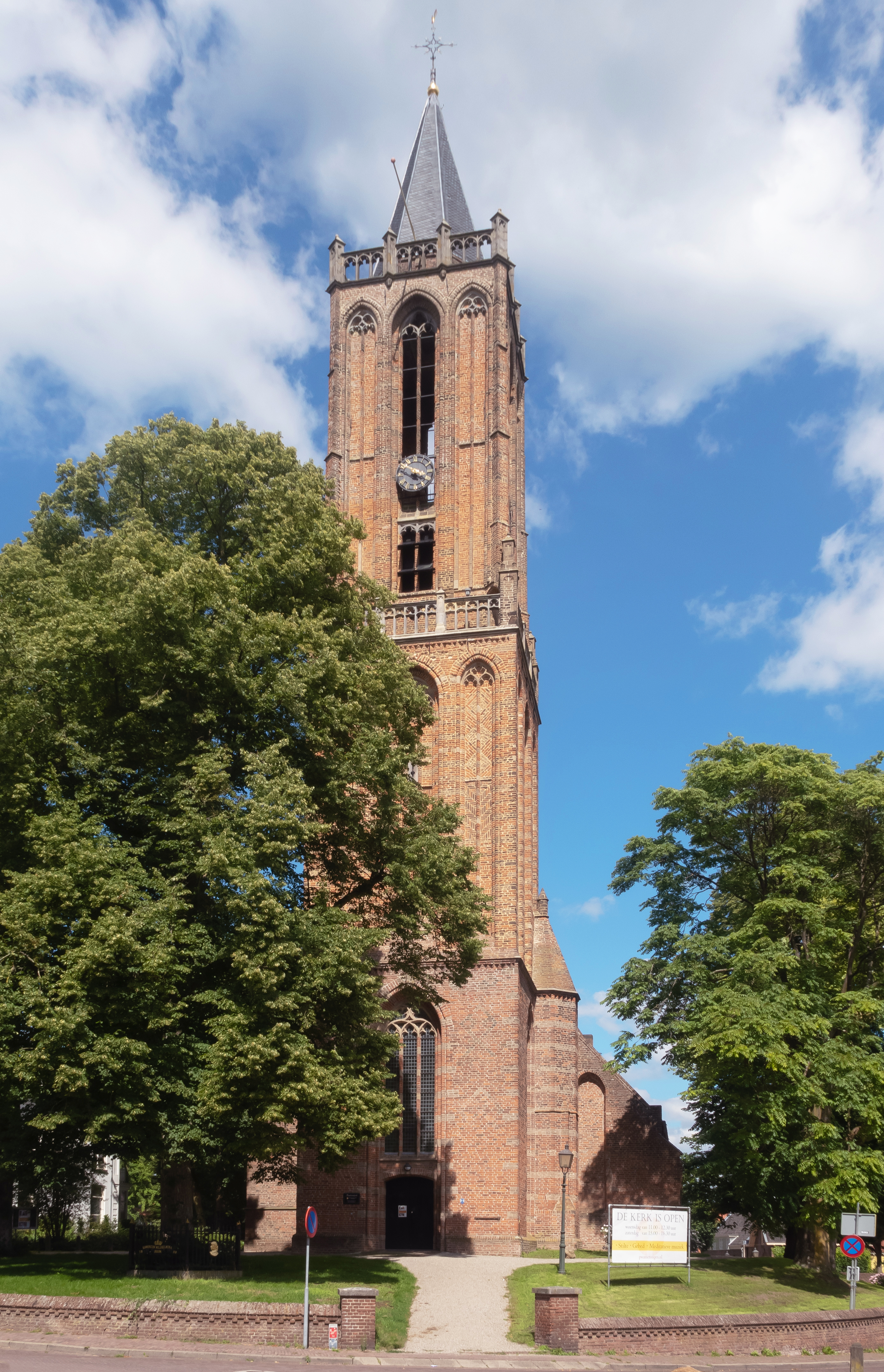
Kościół w Amerongen